# Kleinkastell Kaisergrube

Grundrissbefunde der Reichs-Limeskommission

Das Kleinkastell Kaisergrube war ein römisches Kastell des Obergermanischen Limes, dem im Jahre 2005 der Status des UNESCO-Weltkulturerbes zuerkannt wurde. Das Bodendenkmal, von dem heute nur noch Geländeverformungen im Boden zu erkennen sind, befindet sich im westlichen Teil der Wetterau, östlich von Friedrichsthal, einem Ortsteil der Gemeinde Wehrheim im hessischen Hochtaunuskreis.

## Lage und Beschreibung
Der Name des Kleinkastells leitet sich vom angrenzenden Bergwerk Alte Kaisergrube ab, das heute stillgelegt ist. Teilweise überdecken seine Abraumhalden auch den Bereich des ehemaligen Limespfahlgrabens, auch das Kastellareal wurde durch die Bergbauaktivitäten stark gestört. Archäologisch konnten insgesamt zwei Bauphasen nachgewiesen werden: die Umwehrung des frühen Holz-Erde-Kastells wurde in der klassischen Spielkartenform, mit abgerundeten Ecken, errichtet. Vor dem Wall umgab ein Wehrgraben die Anlage, der im Süden noch erkennbar ist. Später folgte der Umbau der Wallanlagen in Stein. Die Innenbebauung bestand während beider Bauphasen vermutlich nur aus einfachen Fachwerkbaracken.

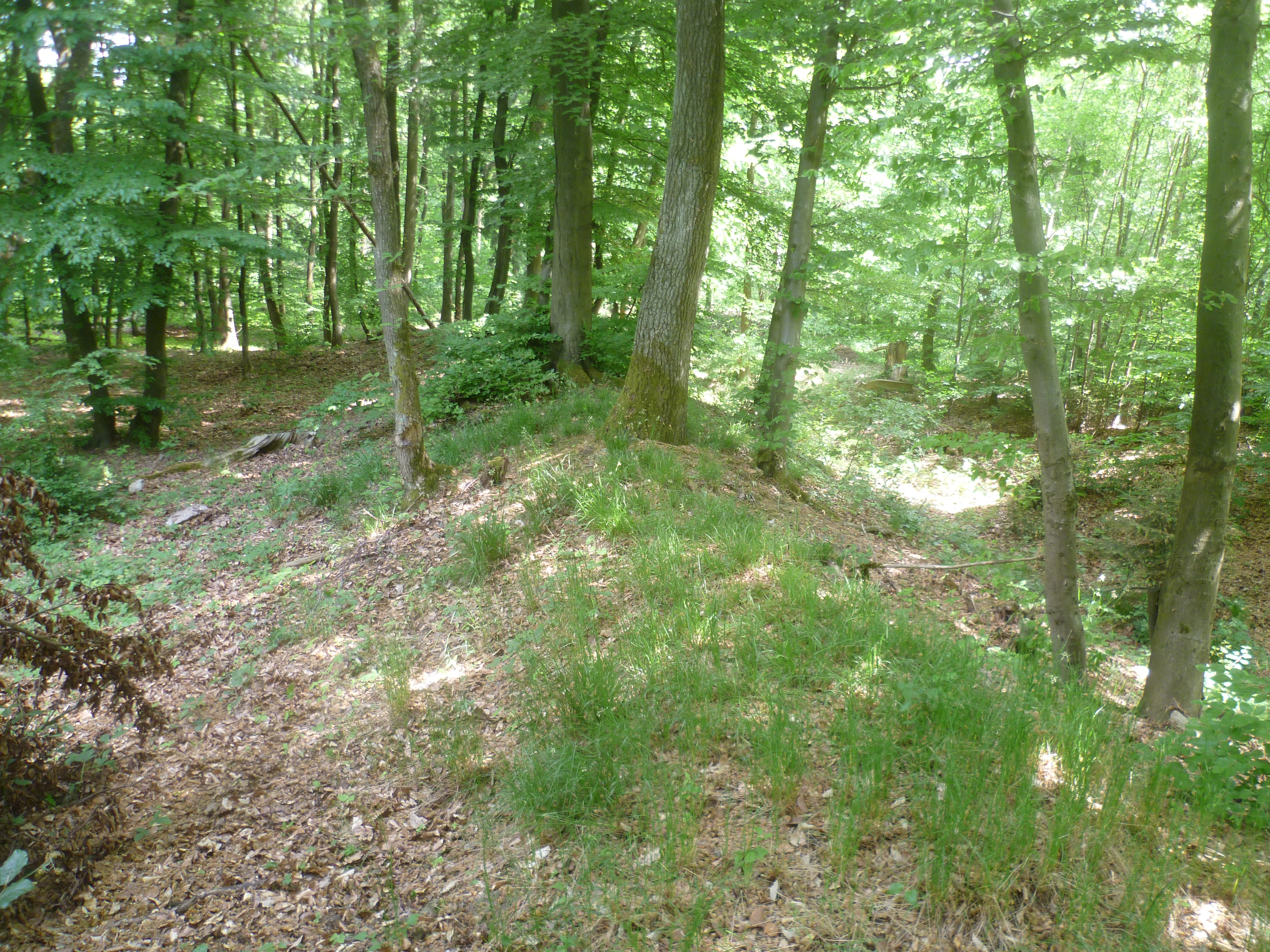
Wallkrone des Kleinkastells Kaisergrube
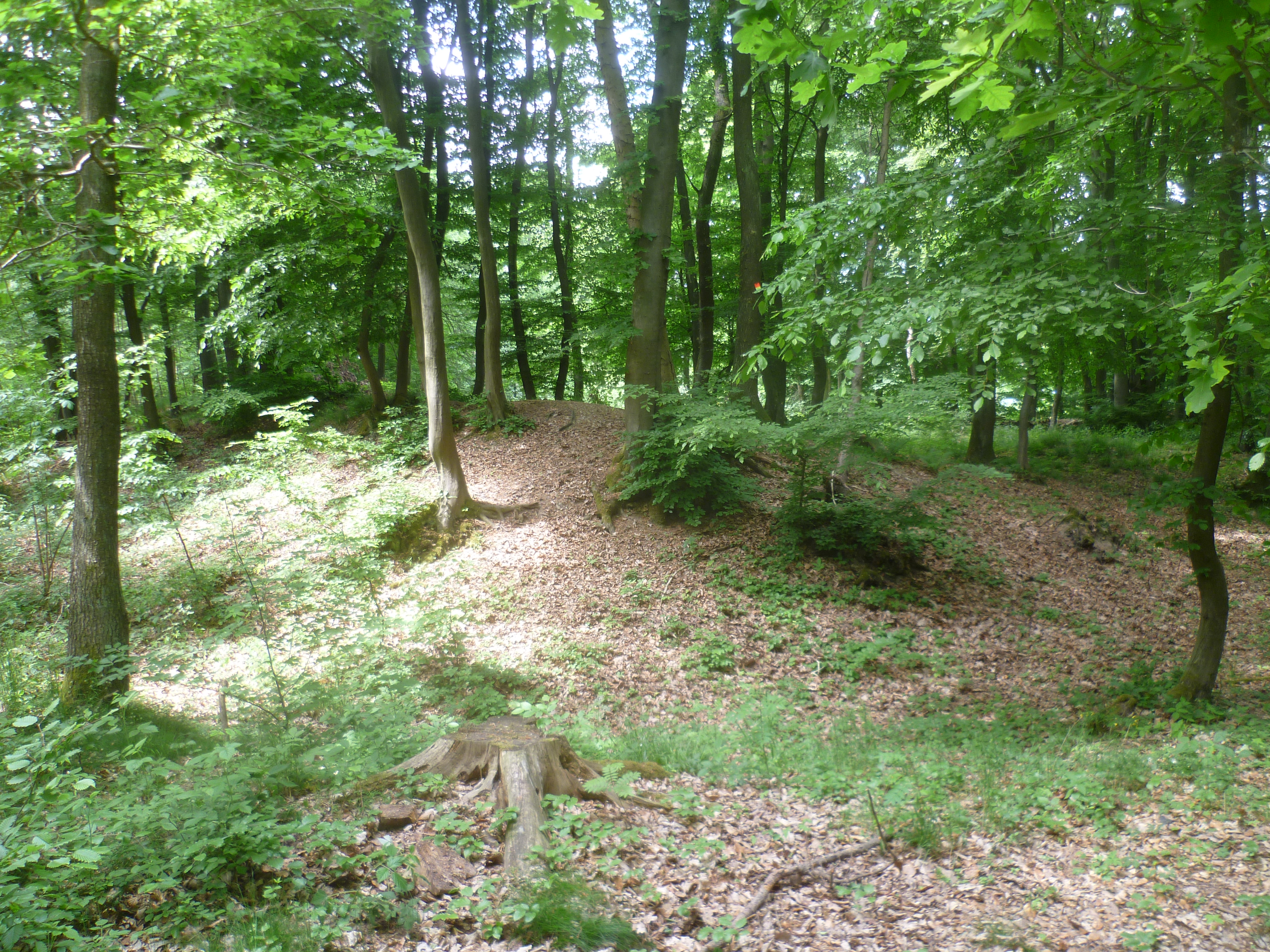
Wallanlagen des Kleinkastells

## Limesverlauf zwischen dem Kleinkastell Kaisergrube und dem Kleinkastell „Am Eichkopf“
| ORL      | Name/Ort                   | Beschreibung/Zustand |
| -------- | -------------------------- | --- |
| KK       | Kleinkastell Kaisergrube   | siehe oben |
| Wp 4/16  | Gaulskopf                  | Standpunkt eines steinernen Wachturms, der möglicherweise zum 6,5 km entfernten Signalturm auf dem Johannisberg in Bad Nauheim Sichtverbindung hatte. Von dort aus konnten die Signale an das nächstgelegene Kastell Friedberg weitergeleitet werden. Der Turm hatte ein massives Fundament mit Strebepfeilern. Es handelte sich vermutlich um einen besonders hohen Signalturm. Ein hölzerner Vorgängerbau konnte auf dem Gaulskopf nicht gefunden werden, da die ältere Limeslinie weiter im Osten verlief. Vom Gaulskopf aus hat man eine gute Fernsicht auf die nördliche Wetterau, den Limes entlang nach Nordosten sowie den Taunuskamm im Südosten. Neben dem Originalstandort wurde 1926 in dreijähriger Bauzeit ein Nachbau des Turmes, der als eine der besten Wachtturmrekonstruktionen am Limes gilt, eingeweiht. Vermutlich dürfte der Originalturm aber noch etwas höher gewesen sein. Ermöglicht wurde der Bau durch Zuwendungen des Strumpffabrikanten Gustav Oberlaender. Sein Engagement wird am Turm durch eine lateinische Inschrift gewürdigt. - Lage zur Zeit der RLK - Grundriss zur Zeit der RLK - Reste des Mauerwerks zur Zeit der RLK - Turmrekonstruktion (Zustand im Mai 2011) |
| Wp 4/17  |                            | Aufgrund des Abstandes zwischen Wp 4/16 und Wp 4/18 vermutete, aber archäologisch nicht nachgewiesene Turmstelle |
| Wp 4/17* | „Am Ameisenkopf“           | Turmstelle mit zwei Holztürmen |
| Wp 4/18  | Vogeltal                   | Steinturmhügel. Bei der Ausgrabung durch die Reichs-Limeskommission konnte ein bronzenes Mundstück eines Blasinstruments (tubae) geborgen werden, das einst wohl als Signalhorn diente. |
| Wp 4/19  | „Am Eichkopf“              | Vermutete, aber archäologisch nicht nachgewiesene Turmstelle. |
| KK       | Kleinkastell „Am Eichkopf“ | siehe Hauptartikel Kleinkastell „Am Eichkopf“ |

## Denkmalschutz
Das Kleinkastell Kaisergrube und die anschließenden Wachtürme wurden 2005 als Bestandteil des Obergermanisch-Rätischen Limes in die Liste des UNESCO-Welterbes aufgenommen. Sie sind Bodendenkmäler im Sinne des Hessischen Denkmalschutzgesetzes. Nachforschungen und gezieltes Sammeln von Funden sind genehmigungspflichtig, Zufallsfunde an die Denkmalbehörden zu melden.